# 复阳县 (河南)
复阳县，中国古县名。
西汉元康元年（前65年），封长沙顷王刘附朐子刘延年为复阳侯，复阳侯国于胡阳乐乡，因在土复山之阳得名。元延二年（前11年）改为县，治所在今河南省桐柏县城关西11公里鸿仪河乡固庙街，属南阳郡。西晋废。